# Sebaa
Sebaa (in caratteri arabi: السبع) è una città dell'Algeria facente parte del distretto di T'Sabit, nella provincia di Adrar.